# 佐渡市消防本部
佐渡市消防本部（さどししょうぼうほんぶ）は、新潟県佐渡市の消防部局（消防本部）。管轄区域は佐渡市全域。

## 概要
- 消防本部：佐渡市八幡1881-1
- 管内面積：855.25km2
- 職員数：181人 （2018年4月1日現在）
- 消防署4カ所、支所2カ所、出張所1カ所、分遣所2カ所
- 主力機械（2023年4月1日現在）消防年報
  - 普通消防ポンプ自動車 :10
  - 屈折はしご付消防自動車 : 1
  - 化学消防車 : 1
  - 指揮車 : 4
  - 照明車 : 1
  - 救助工作車 : 2
  - 小型動力ポンプ付水槽車 :6
  - 小型動力ポンプ軽積載車 :5
  - 高規格救急自動車 : 11
  - 広報車 : 3
  - 資機材搬送車 : 1
  - その他車両 :2

## 沿革
- 1954年11月3日 - 両津市が両津市消防本部を設置。
- 1966年4月1日 - 佐渡郡相川町が相川町消防本部を設置。
- 1971年4月1日 - 佐渡郡佐和田町・金井町・新穂村・畑野町・真野町の4町1村が一部事務組合の佐渡消防事務組合を設立し、佐渡消防事務組合消防本部を設置。
- 1980年4月1日 - 佐渡郡小木町・羽茂町・赤泊村の2町1村が一部事務組合の南佐渡消防事務組合を設立し、南佐渡消防事務組合消防本部を設置。
- 2004年3月1日 - 佐渡島内10市町村の新設合併により、佐渡市が発足。両津市消防本部・相川町消防本部・佐渡消防事務組合・南佐渡消防事務組合を統合し、佐渡市消防本部を設置。

## 組織
- 本部 - 総務課、警防課、予防課、通信指令室
- 消防署 - 総務課、警防課、予防課（中央消防署のみ）

## 消防署
| 消防署       | 住所            | 支所等                                   |
| ------------ | --------------- | ---------------------------------------- |
| 中央消防署   | 八幡1881-1      | 北支所：中興675-1 南支所：新穂大野1650-2 |
| 両津消防署   | 両津湊343-37    | 海府分遣所：鷲崎917-1                    |
| 相川消防署   | 相川下戸村141-3 | 高千出張所：高千1014-1                   |
| 南佐渡消防署 | 羽茂本郷196-2   | 前浜分遣所：松ヶ崎844                    |